# Movimiento literario

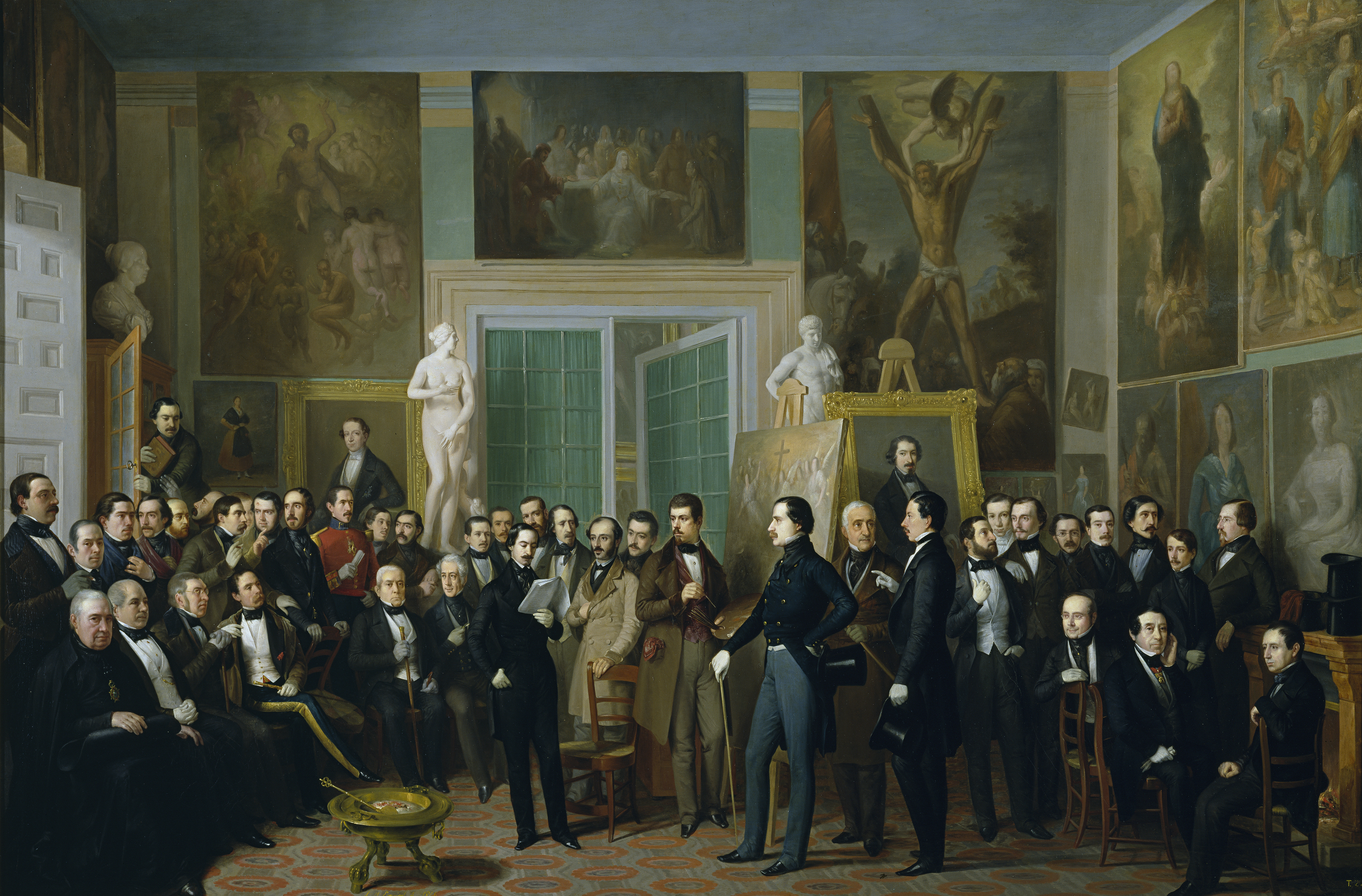
Los poetas contemporáneos (1846), de Antonio María Esquivel.

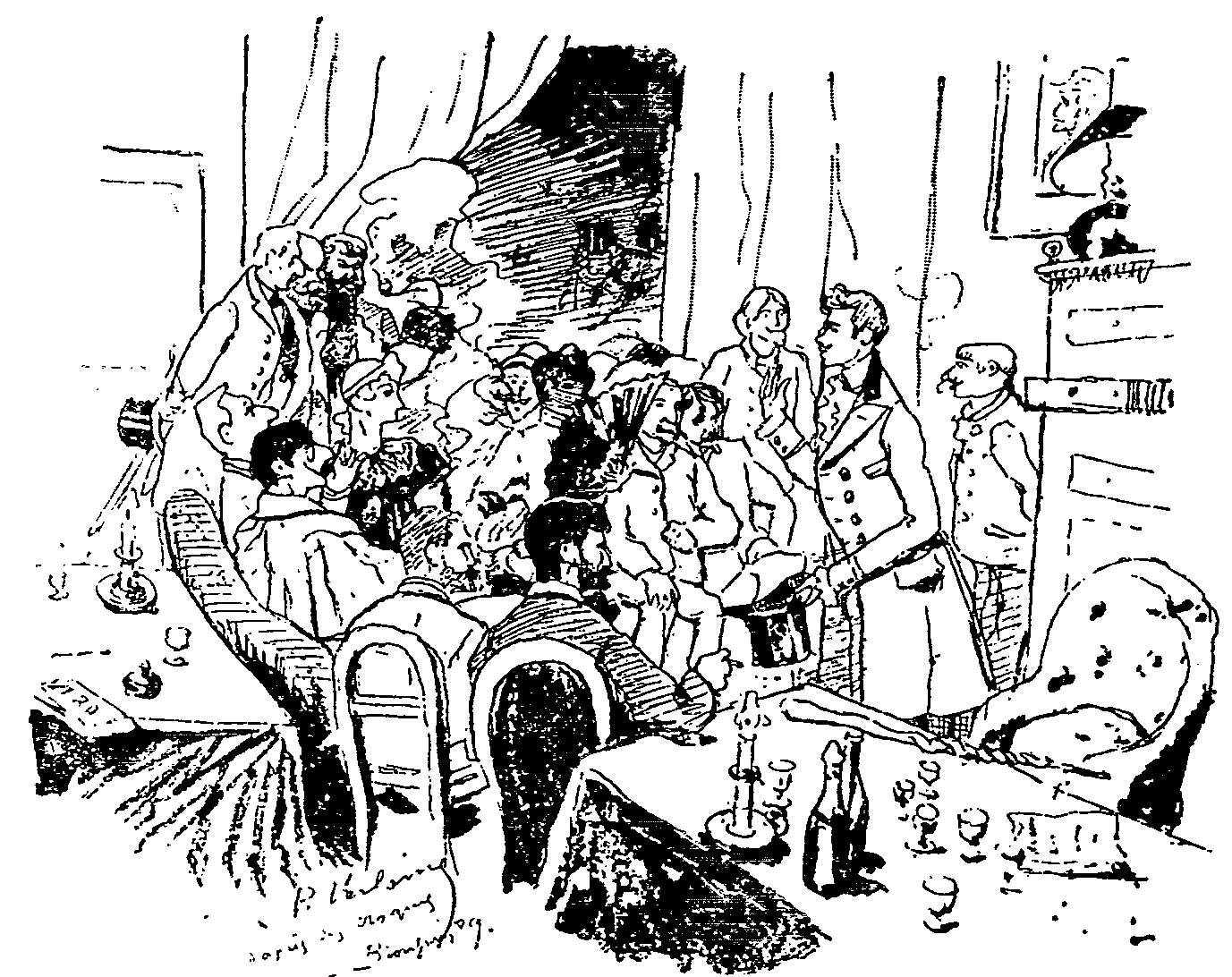
Une soirée chez Paul Verlaine à l'hôtel meublé de l'impasse Royer-Collard en 1889.

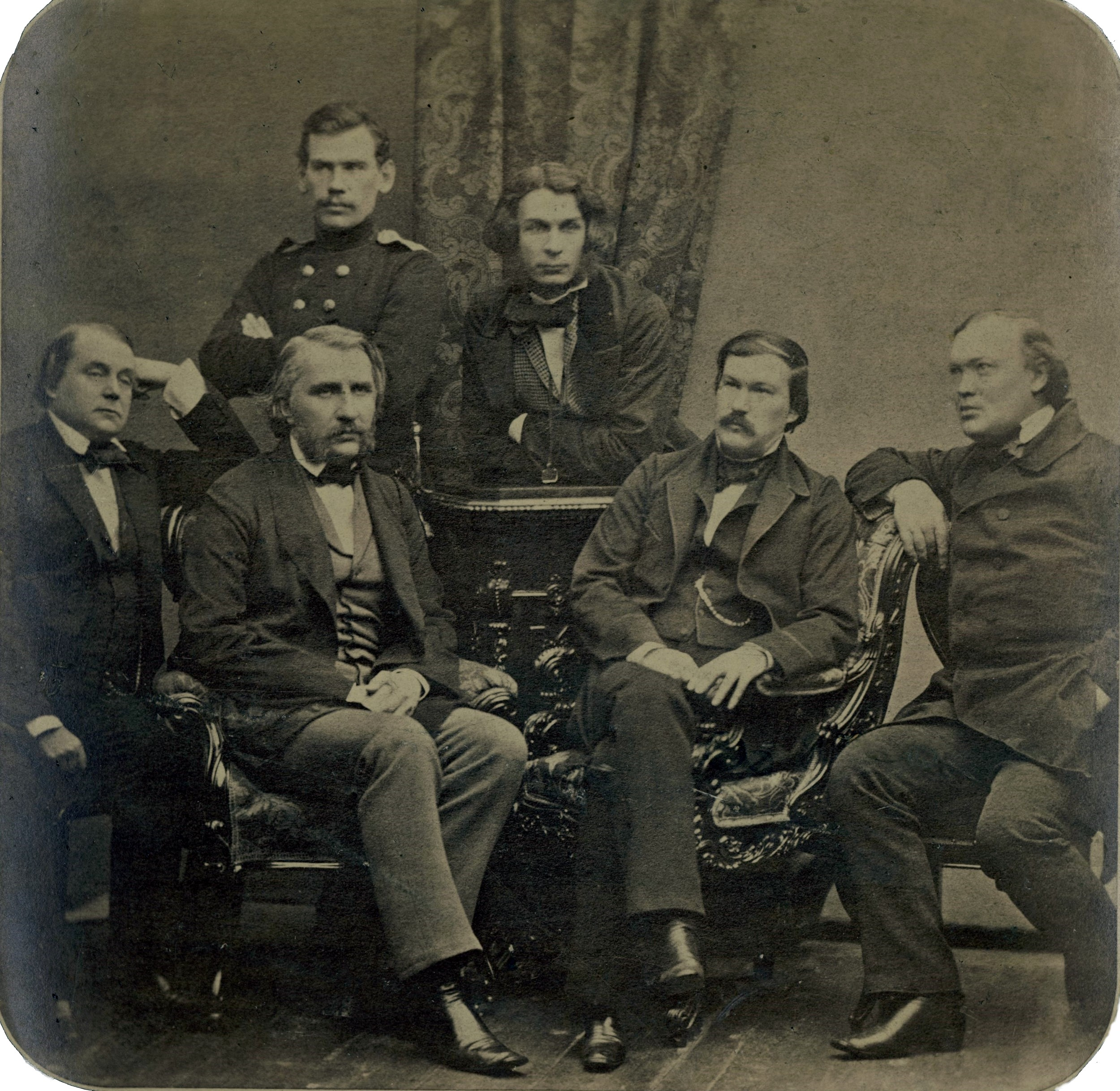
Grupo de escritores rusos en 1856: León Tolstói, Dimitry Grigorovich, Iván Goncharov, Iván Turgénev, Alexander Druzhinin, y Alexander Ostrovsky.

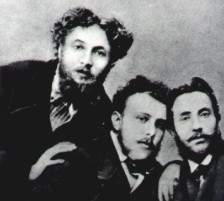
Emilio Praga, Carlo Dossi y Luigi Conconi, miembros del movimiento italiano de los scapigliati ("desmelenados"). Su "manifiesto" fue la novela de Carlo Righetti La Scapigliatura (1862).

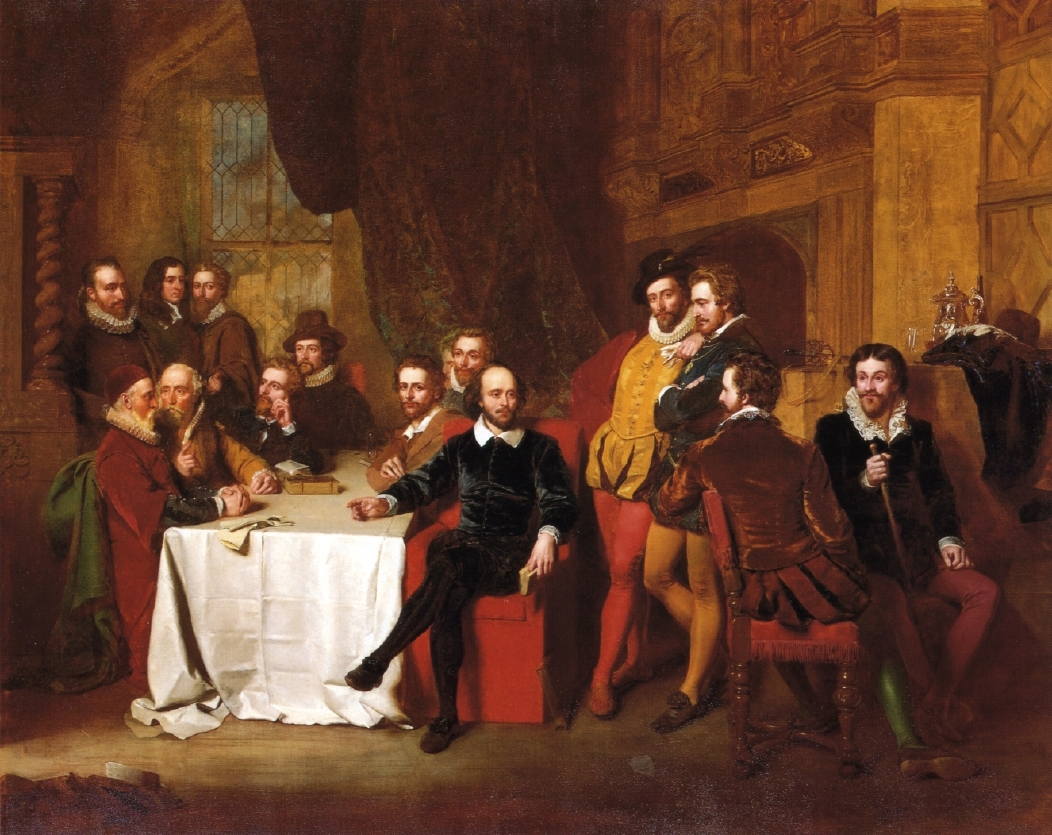
Shakespeare and His Contemporaries (1851), pintura histórica de John Faed.

Apoteosis de Homero (1827), de Ingres. En el plano inferior destaca la presencia de representantes del clasicismo francés: Corneille, Racine, Molière, Boileau y Fénelon.

Movimiento literario. es la denominación que se  da a los movimientos artísticos en su faceta literaria.
Los movimientos literarios, estudiados a posterioridad por la historia de la literatura o definidos por sus propios miembros o patrocinadores, se concretan en torno a un grupo de autores y obras identificados por algunas ciertas características comunes, tanto de contenido como formales y estéticas; a las que se añaden su coincidencia temporal y espacial (generación literaria), la emulación en el seguimiento de un modelo o una visión común del mundo (como en las escuelas de pensamiento) y el papel de la literatura en él, lo que les hace habitualmente coincidir con estilos artísticos de otros géneros y movimientos intelectuales de carácter más extenso, incluso universal (Renacimiento, Barroco, Clasicismo, Neoclasicismo, Romanticismo, Realismo, etc.), especialmente por cuanto cada uno de ellos se entiende como reacción pendular al anterior.
La relación entre los movimientos literarios y el ambiente intelectual de su época es bidireccional: ambos se influyen mutuamente...

## Movimientos autoconscientes: los "manifiestos"
Si el movimiento es consciente de sí mismo, quienes se identifican con él suelen otorgar a alguno de sus textos una condición fundacional, convirtiéndolo en manifiesto (como la Defensa e ilustración de la lengua francesa para la Pléiade -1549-, el Arte nuevo de hacer comedias en este tiempo para el teatro barroco español -1609-, el Arte poética para el clasicismo francés -1674-, el Sturm und Drang para el pre-romanticismo alemán -1776-, el Hernani para el romanticismo francés -1830-, la Bofetada al gusto público para la vanguardia rusa -1912- o los explícitamente denominados "manifiestos" simbolista, futurista y surrealista para los movimientos homónimos -1886, 1909 y 1924 respectivamente-).

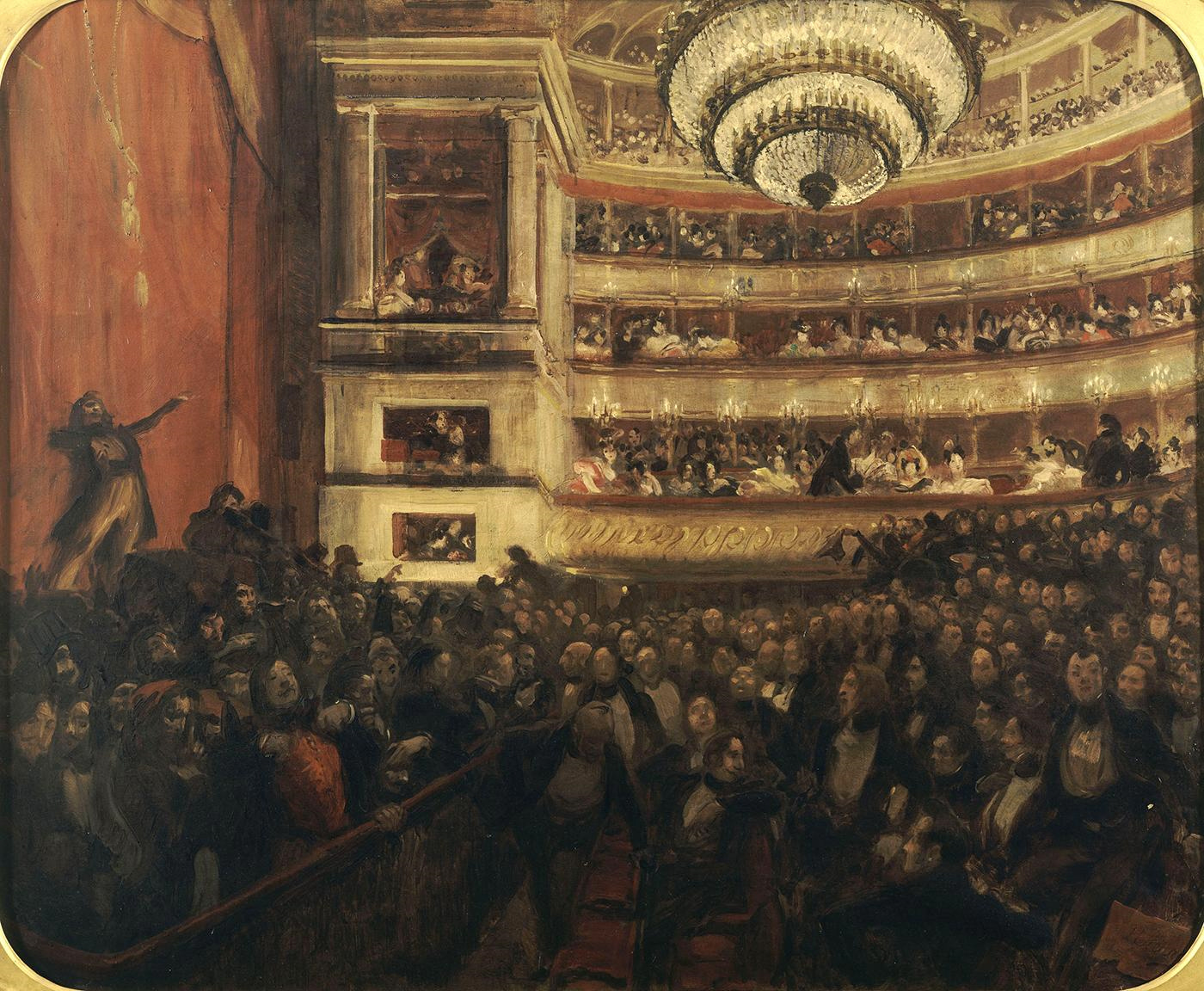
La "batalla de Hernani" entre románticos y neoclásicos.

## Corriente, círculo y estilo
Aunque sutilmente, hay quien diferencia corriente literaria de movimiento literario. El movimiento es un conjunto de autores y obras con características comunes, definidas en un manifiesto. La corriente, sin formar una escuela propiamente dicha, ofrece una estética e ideología fuerte. En otras ocasiones, el movimiento es más restringido, limitándose al equivalente a un grupo de artistas: un círculo literario que se somete al juicio de sus pares, como el círculo de Médan (cercle de Médan) en torno a Émile Zola o el círculo de Bloomsbury en torno a Virginia Woolf. Las reuniones literarias, salones literarios o tertulias literarias, incluso cuando tienen un carácter más formal (sociedad literaria, sociedades de emulación), no se limitan estrictamente a los autores, sino que incluyen a lectores (si únicamente a ellos, se denominan clubes de lectura), patrocinadores, dilettanti, meros curiosos, y extienden sus intereses a otros ámbitos.

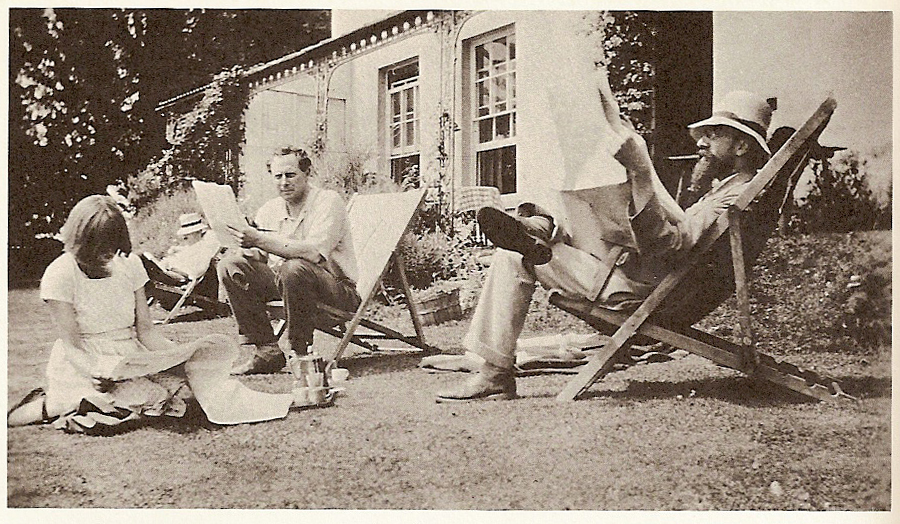
Círculo de Bloomsbury.

No debe confundirse movimiento, corriente o círculo literario con el concepto restringido de estilo literario (la particular manera que presenta la creación literaria de un autor concreto y por la que es reconocible).
Frente a esa concepción particular del estilo, la concepción general sí identifica a los estilos con los movimientos literarios, como ocurre con el que probablemente pueda definirse como el primer movimiento literario definido en la literatura occidental: el dolce stil novo de la Italia bajomedieval, que prefigura a la modernidad; y sus precedentes (los trovadores provenzales).

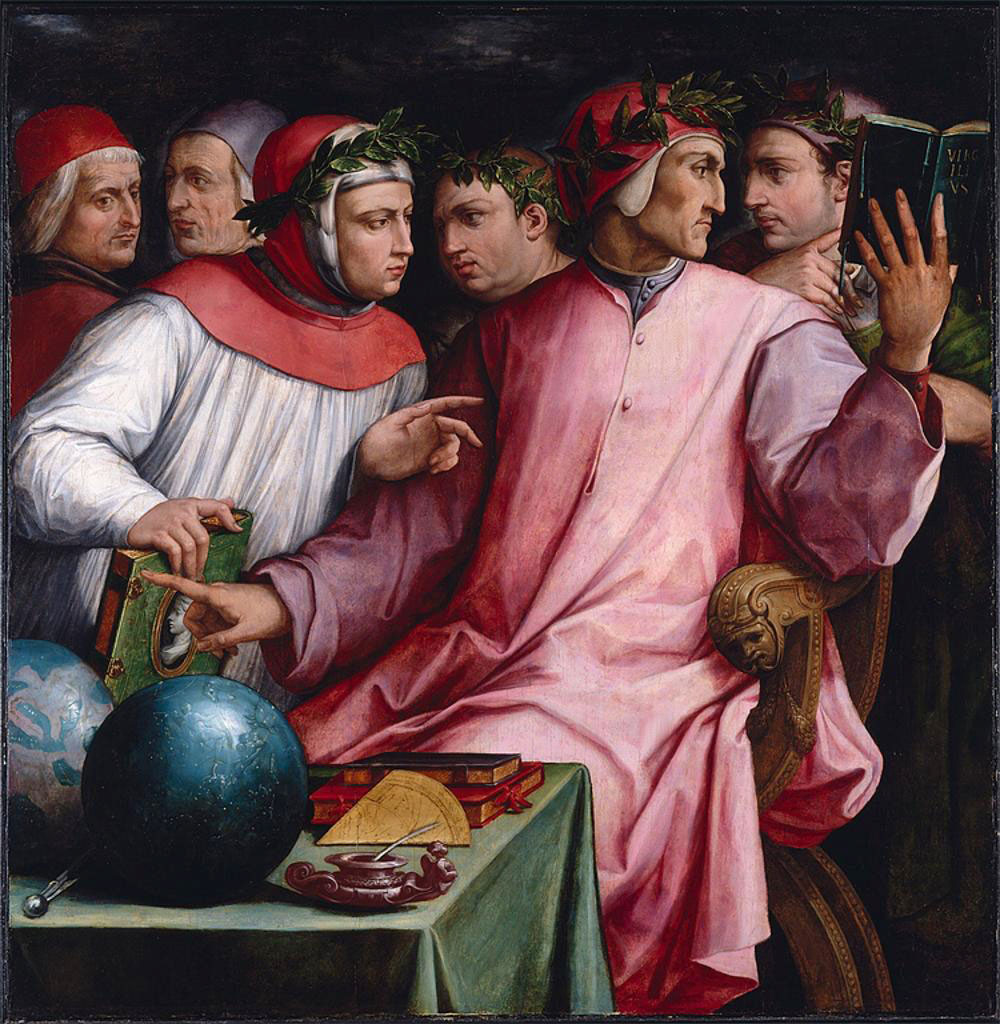
Dante, Petrarca, Guido Cavalcanti, Boccaccio, Cino da Pistoia y Guittone d'Arezzo, en una representación de los humanistas italianos por Vasari.

## Dicotomía y multiplicación de movimientos
Los movimientos literarios pueden ser simultáneos, rivales y hasta opuestos entre sí, como el culteranismo y el conceptismo en la España del siglo XVII; o los de la posguerra española de los años 1940 en torno a las revistas Garcilaso (garcilasismo), Espadaña y Escorial. Posiblemente la primera declaración de la existencia de dos movimientos literarios opuestos (y la opción consciente por uno de ellos) la hace a comienzos del siglo XIII el autor del Libro de Alexandre, al oponer el "mester de clerecía" y el "mester de juglaría" : Mester traigo fermoso, non es de joglaría / mester es sin pecado, ca es de clerezía / fablar curso rimado por la cuaderna vía / a sílabas cuntadas, ca es grant maestría.

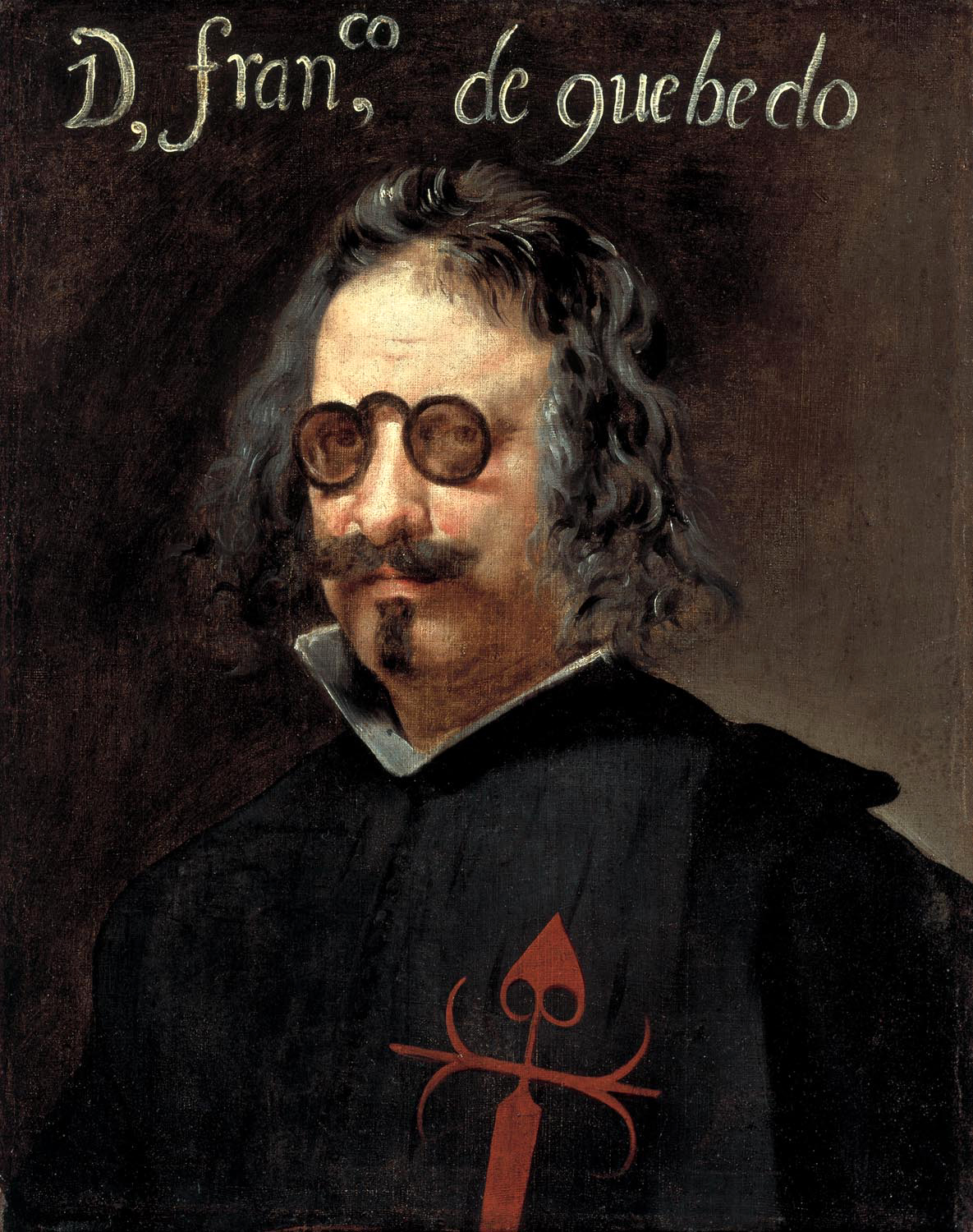
Quevedo, conceptista.
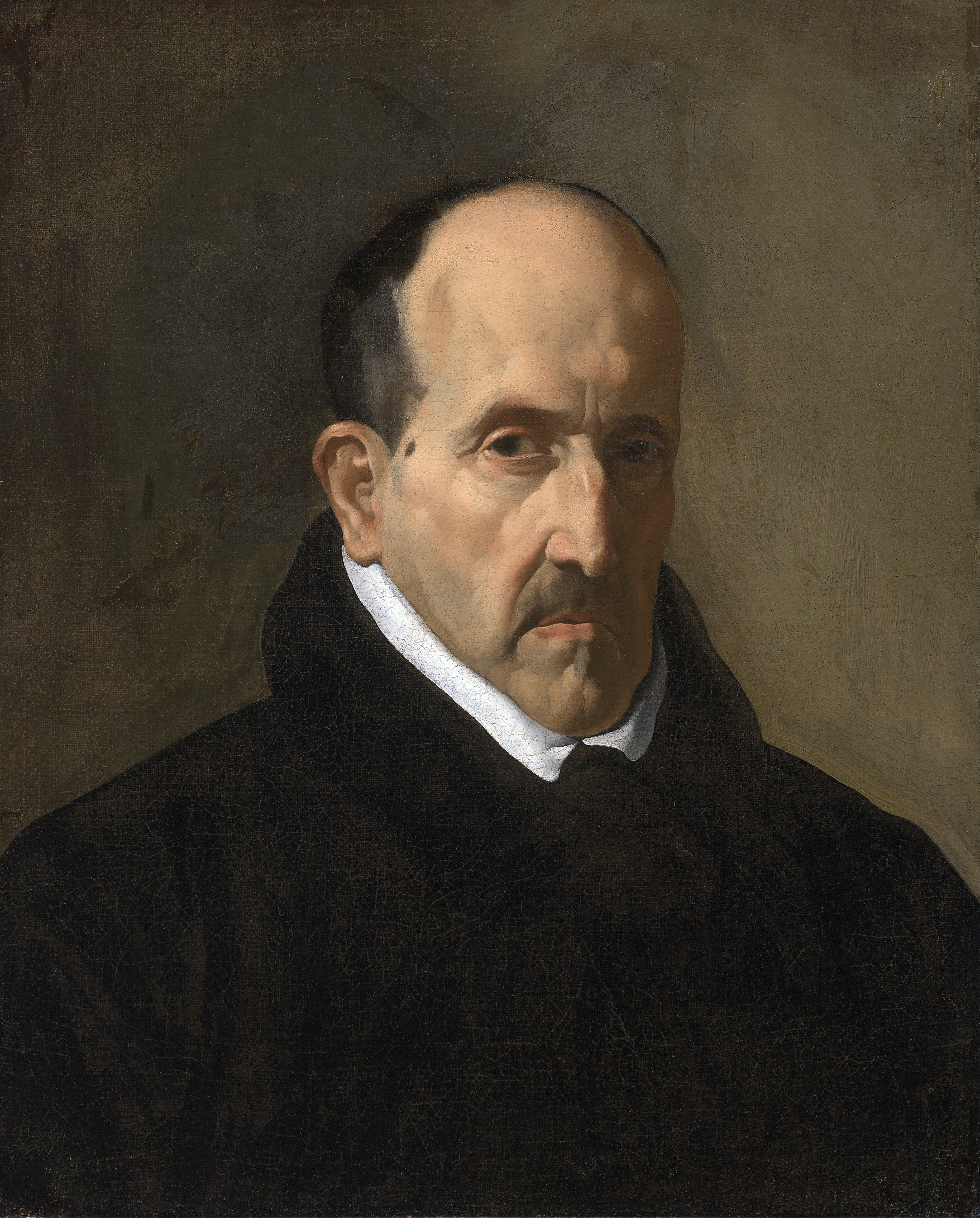
Góngora, culterano.

La literatura contemporánea presenció una multiplicación de los movimientos literarios en el contexto de la ruptura entre el academicismo y las vanguardias y de la profunda transformación de la relación entre autor, obra y público (arte por el arte, malditismo). Identificados por la crítica o promovidos por distintos intereses, muy a menudo constituyen verdaderas operaciones publicitarias y comerciales del mundo editorial o teatral (lost generation, beat generation, teatro del absurdo, Angry Young Men, boom latinoamericano, novísimos).

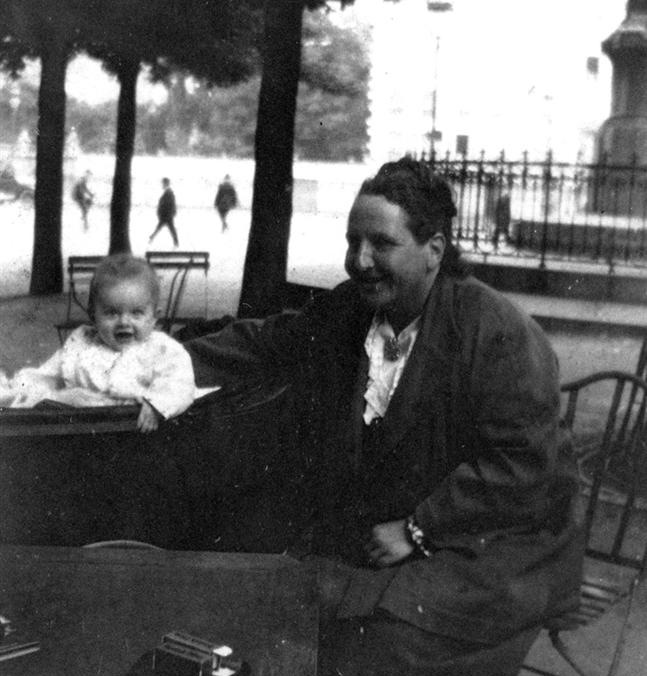
Gertrude Stein, la patrocinadora de la lost generation, con el hijo de Ernest Hemingway, su principal autor. París, 1924.